# Чаша, Иван Яковлевич
Иван Яковлевич Чаша (латыш. Ivans Čaša, Jānis Čaša; 4 июля 1918 — 2 августа 1977) — советский военный деятель, гвардии генерал-майор (27.08.1957).

## Биография
Родился 4 июля 1918 года в Ставрополе. В 1920 году семья вернулась в Латвию. Латыш. Член КПСС с 1943 года.
С 1936 года — сторож, телеграфист, дежурный по станции; с 1940 — инструктор политотдела Латвийской железной дороги по комсомольской работе.
С 4 сентября 1941 года — в Красной армии. Участник Великой Отечественной войны, комендант штаба 201-й стрелковой дивизии, начальник штаба 123-го гвардейского стрелкового полка 43-й гвардейской Латвийской дивизии. Участвовал в боях на Западном, Северо-Западном и 2-м Прибалтийском фронтах.
Окончил Военную академию имени М. В. Фрунзе (1948) и Военную академию Генерального Штаба (1955).
С 1955 — начальник штаба, с июля 1956 года — командир 1-й гвардейской стрелковой дивизии (с июня 1957 — 1-я гвардейская мотострелковая дивизия) в Прибалтийском военном округе. С мая 1959 — военный комиссар Латвийской ССР.
Избирался депутатом Верховного Совета Латвийской ССР 4-го, 6-го, 7-го, 8-го и 9-го созывов. Член комиссии по делам молодёжи Верховного Совета Латвийской ССР. Член ЦК Компартии Латвии.
Современники отмечали высокую интеллигентность Ивана Яковлевича, что выделяло его из числа других военных деятелей советской эпохи. Был другом и большим ценителем таланта оперного певца Яниса Заберса, которому оказывал значительную поддержку в годы его болезни.
Умер 2 августа 1977 года. Похоронен на кладбище Райниса в Риге.

## Память
В 1985 году именем Чаши была названа комсомольская организация Яунпиебалгской средней школы им. Я. Судрабкална, в школе действовала экспозиция, посвящённая генералу.